# Municipio de Osage (condado de Crawford, Misuri)
El municipio de Osage (en inglés: Osage Township) es un municipio ubicado en el condado de Crawford en el estado estadounidense de Misuri. En el año 2010 tenía una población de 1171 habitantes y una densidad poblacional de 3,46 personas por km².

## Geografía
El municipio de Osage se encuentra ubicado en las coordenadas 37°47′48″N 91°12′24″O / 37.79667, -91.20667. Según la Oficina del Censo de los Estados Unidos, el municipio tiene una superficie total de 338.22 km², de la cual 338,03 km² corresponden a tierra firme y (0,06 %) 0,19 km² es agua.

## Demografía
Según el censo de 2010, había 1171 personas residiendo en el municipio de Osage. La densidad de población era de 3,46 hab./km². De los 1171 habitantes, el municipio de Osage estaba compuesto por el 97,1 % blancos, el 1,11 % eran afroamericanos, el 0,17 % eran asiáticos y el 1,62 % eran de una mezcla de razas. Del total de la población el 0,77 % eran hispanos o latinos de cualquier raza.